# Seminário Maior do Porto

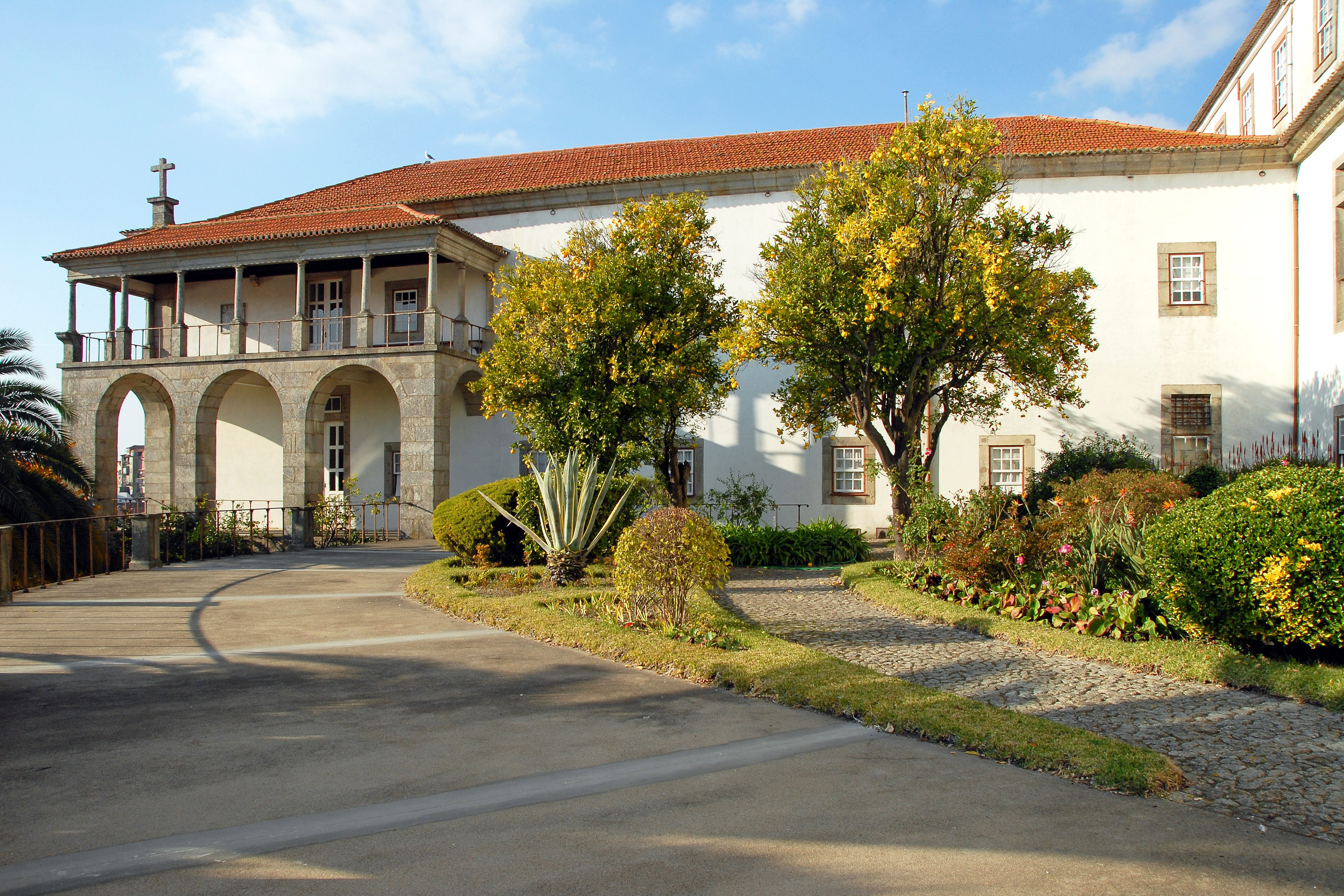
Seminário Maior do Porto

O Seminário Maior do Porto é um estabelecimento de ensino eclesiástico da Igreja Católica Romana, funcionando na dependência da Diocese do Porto, cidade onde se localiza.